# Сухих, Игорь Николаевич
И́горь Никола́евич Сухи́х (род. 18 ноября 1952, с. Волобуево, Рыльский район, Курская область) — российский литературовед и критик, доктор филологических наук, профессор кафедры истории русской литературы СПбГУ.

## Биография
Родился 18 ноября 1952 года в селе Волобуево, Рыльского района, Курской области. Окончил филологический факультет Ленинградского государственного университета (1976). В 1979 году защитил кандидатскую диссертацию на тему «Проблема „молодого поколения“ в русской демократической литературе конца 1870-х — начала 1880-х годов». В 1990 году защитил докторскую диссертацию на тему «Художественный мир Чехова: истоки, границы, принципы, эволюция».
Работал в качестве приглашённого профессора в университетах Гронингена (Нидерланды), Хельсинки (Финляндия), Пловдива (Болгария), Чонана (Республика Корея).
На сегодняшний день преподаёт на кафедре истории русской литературы филологического факультета СПбГУ.
Член Союза писателей Санкт-Петербурга. Член редколлегии журнала «Нева», «Новой Библиотеки поэта», газеты «Литература».
Лауреат премии журнала «Звезда» (1998) за цикл статей о русской классике, Гоголевской премии (2005) за книгу «Двадцать книг XX века»
Автор более 500 работ по истории русской литературы и критики XIX—XX веков. Составитель и комментатор собраний сочинений И. Бабеля (В 4 т.), М. Булгакова (В 3 т), М. Зощенко (в 7 т.), А. Чехова (В 5 т), сборников И. С. Тургенева, А. А. Фета, Н. А. Некрасова, Л. Н. Толстого, В. С. Высоцкого, антологий русской критики об А. П. Чехове, «Отцах и детях», «Грозе», «Войне и мире» и др. Один из самых известных исследователей жизни и творчества писателя Сергея Довлатова.
И. Сухих — научный руководитель и редактор учебно-методического комплекса по литературе XVII—XX веков для 5—11 классов (Москва, Издательский центр «Академия»).